# Gransjön (Norsjö socken, Västerbotten)
Gransjön är en sjö i Norsjö kommun i Västerbotten och ingår i Umeälvens huvudavrinningsområde. Sjön har en area på 2,08 kvadratkilometer och ligger 278,9 meter över havet. Sjön avvattnas av vattendraget Åman.

## Delavrinningsområde
Gransjön ingår i det delavrinningsområde (721437-164864) som SMHI kallar för Utloppet av Gransjön. Medelhöjden är 315 meter över havet och ytan är 15,99 kvadratkilometer. Räknas de 3 avrinningsområdena uppströms in blir den ackumulerade arean 84,62 kvadratkilometer. Åman som avvattnar avrinningsområdet har biflödesordning 3, vilket innebär att vattnet flödar genom totalt 3 vattendrag innan det når havet efter 213 kilometer. Avrinningsområdet består mestadels av skog (68 procent) och sankmarker (15 procent). Avrinningsområdet har 2,08 kvadratkilometer vattenytor vilket ger det en sjöprocent på 13 procent.